# Batu Selicin
Batu Selicin is een bestuurslaag in het regentschap Batam van de provincie Riouwarchipel, Indonesië. Batu Selicin telt 15.399 inwoners (volkstelling 2010).